# 명현관
명현관(明炫官, 1962년 6월 21일 ~ )은 대한민국의 정치인이다. 제44·45대 해남군수를 역임했다.

## 학력
- 화산남국민학교 졸업
- 화산중학교 졸업
- 광주상업고등학교 졸업
- 호남대학교 체육학 학사
- 호남대학교 대학원 체육학과 체육학 석사

## 경력
- 삼성전자 퇴사
- 해남군 체육회 상임부회장
- 국제로타리 해남 공룡클럽 회장
- (주)동부전자 대표이사
- 광주지방법원 해남지원 민사가사 조정위원회 위원
- 광주지방검찰청 해남지청 범죄예방위원
- 해남군 번영회 위원
- 동백장학회 감사
- 화산반석교회 장로
- 2010.07 ~ 2014.06 제9대 민선 5기 전라남도의회 의원(해남군 제1선거구, 초선)
  - 2012.07 ~ 2014.06 제9대 전라남도의회 후반기 경제관광문화위원회 위원장
- 2014.07 ~ 2018.05 제10대 민선 6기 전라남도의회 의원(해남군 제1선거구, 재선)
  - 2014.07 ~ 2016.06 제10대 전라남도의회 전반기 의장
- 2018.07 ~ : 제44·45대 민선 7·8기 전라남도 해남군수 (재선)

## 역대 선거 결과
|  | 69.00% |

|  | 0% |

|  | 54.99% |

|  | 0% |